# Địa lý kinh tế
Địa lý kinh tế là một chuyên ngành vừa thuộc kinh tế học ứng dụng vừa thuộc địa lý nhân văn chuyên nghiên cứu về địa điểm, phân bố và tổ chức không gian của các hoạt động kinh tế. Nó áp dụng các phương pháp nghiên cứu cả của kinh tế học lẫn của địa lý học nhân văn.

## Đối tượng và phạm vi nghiên cứu
Phân bố các hoạt động kinh tế chịu ảnh hưởng của rất nhiều yếu tố: môi trường, xã hội, chính trị, lịch sử, v.v... Địa chất có thể ảnh hưởng tới tính sẵn có của nguồn lực, địa hình, chi phí vận tải, và chất lượng đất từ đó tác động tới các hoạt động kinh tế. Khí hậu có thể ảnh hưởng tới tính sẵn có của nguồn lực (như lâm sản) và quy hoạch vùng nông nghiệp. Các thể chế xã hội và chính trị đặc thù của một khu vực cũng có ảnh hưởng không nhỏ tới những quyết định kinh tế.
Địa lý kinh tế tập trung nghiên cứu các khía cạnh không gian của những hoạt động kinh tế ở các quy mô khác nhau. Khoảng cách tới một thành phố hay khu trung tâm thương mại (với tư cách là một thị trường có nhu cầu về các sản phẩm) đóng vai trò quan trọng trong quyết định kinh tế của xí nghiệp. Trong khi đó, các nhân tố khác như đường ra biển và nguồn nguyên liệu thô như dầu lửa lại ảnh hưởng tới những điều kiện kinh tế của các nước. Chẳng hạn, như vị trí cảng biển đối với kinh tế Singapore hay dầu lửa đối với kinh tế Ả Rập Xê Út.

## Phương pháp nghiên cứu
- Địa lý kinh tế lý thuyết tập trung vào xây dựng các lý luận về quy hoạch không gian và phân bố các hoạt động kinh tế.
- Địa lý kinh tế lịch sử nghiên cứu lịch sử và sự phát triển khía cạnh không gian của cơ cấu kinh tế.
- Địa lý kinh tế vùng xem xét các điều kiện kinh tế của các khu vực hay quốc gia nào đó trên thế giới. Nó cũng nghiên cứu cả xu thế khu vực hóa kinh tế.
- Địa lý kinh tế phê phán là phương pháp nghiên cứu mang quan điểm của môn địa lý phê phán đương đại và triết lý của nó.
  - Địa lý kinh tế hành vi xem xét quá trình nhận thức ẩn sau việc lựa chọn không gian, ra quyết định về địa điểm và hành vi của xí nghiệp[1] và các cá nhân.

## Các mảng
Môn địa lý kinh tế bao gồm các mảng sau:
- Địa lý nông nghiệp
- Địa lý công nghiệp
- Địa lý dịch vụ
- Địa lý giao thông vận tải
- và các mảng khác

Tuy nhiên, các mảng có thể trùng nhau ở một số chủ đề.

## Phân biệt với địa kinh tế
Địa kinh tế (geo-economics) nghiên cứu các yếu tố không gian và chính trị tác động thế nào đến nền kinh tế và đến các loại tài nguyên.

## Các tạp chí chuyên ngành
Economic Geography Lưu trữ ngày 30 tháng 3 năm 2008 tại Wayback Machine - founded and published quarterly at Clark University since 1925 

Journal of Economic Geography - published by Oxford University Press since 2001

Zeitschrift für Wirtschaftsgeographie - The German Journal of Economic Geography published since 1956.

Tijdschrift voor economische en sociale geografie (TESG) Lưu trữ ngày 21 tháng 8 năm 2006 tại Wayback Machine - Published by The Royal Dutch Geographical Society (KNAG) since 1948.